# Nemesis
Nemesis (řecky Νέμεσις, latinsky Nemesis) je v řecké mytologii bohyně spravedlivé odplaty, která udílí lidem podle jejich zásluh štěstí nebo neštěstí, a trestá je za zločin a zpupnost. Je dcerou bohyně noci Nykty a boha temna Ereba, podle jiných pověstí je její matkou Téthys a otcem Ókeanos a podle dalších je zrozena bez otce.[zdroj?]
Obdarovává lidi štěstím nebo neštěstím, podle jejich zásluh. Na rozdíl od Erínyí, bohyní pomsty, které lidi pouze pronásledují a trestají, Nemesis důsledně pronásleduje lidi, kteří se dopustili zpupných činů v zaslepení nenadálým štěstím, a trestá je tak dlouho, dokud není spravedlnost naplněna. Její jméno je do dnešní doby symbolem „osudové msty“.
S bohyní Nemesis bývala ztotožňována fryžská bohyně hor (či bohyně osudu) Adrásteia, jejímž původem asijské jméno bylo vysvětlováno jako „ta, jíž nelze uprchnout".
Nemesis bývala zobrazována jako vážná zamyšlená dívka. Jejími symboly byly uzda, míra, meč a bič, což bylo příznačné pro její poslání. Na antických výtvarných dílech se vyskytuje poměrně zřídka; velký chrám jí byl zasvěcen v antickém městě Rhamnúntu (Ramnós) nedaleko Marathónu.

## Používání jména
Jméno bohyně se objevilo v titulu první básnické sbírky S. K. Neumanna Nemesis, bonorum custos… (Nemesis, ochránkyně dobrých..., 1895) a později i v titulu jednoho z literárních děl českého filozofa a prozaika Ladislava Klímy – novely Slavná Nemesis (1932).
Ze zahraniční literatury je možné zmínit např. detektivní román Agathy Christie, který nese název Nemesis (1971), kde se stává slečna Marplová právě bohyní spravedlnosti, vědeckofantastický román Isaaca Asimova rovněž nazvaný Nemesis (1989) nebo historický detektivní román Lindsey Davisové (2010, česky vydáno jako Bohyně odplaty).
Skladby s názvem Nemesis se také objevují v repertoáru metalových kapel jako Arch Enemy, Rotting Christ nebo Wolfheart.
Nemesis je také název hypotetické hvězdné průvodkyně našeho Slunce, která bývala považována za možnou příčinu opakujících se (periodických) masových vymírání v dějinách života na Zemi.